# Martonyi János (jogász)
Martonyi János (1931-ig Martin; Győr, 1910. március 5. – Szeged, 1981. május 10.) jogász, egyetemi tanár, az állam- és jogtudományok doktora (1966). Fia Martonyi János jogász, politikus.

## Életpályája
Martin János Tamás és Jerfy Erzsébet (1887–1942) fiaként született. Felsőfokú tanulmányait a budapesti Pázmány Péter Tudományegyetemen folytatta 1927 és 1931 között. 1932-ben államtudományi, 1933-ban sub auspiciis gubernatoris jogtudományi doktorrá avatták. 1932–1933-ban ösztöndíjasként közigazgatási jogot tanult a Sorbonne-on. Hazatérését követően a Vallás- és Közoktatási Minisztériumban dolgozott, osztálytitkári rangot ért el. Tudományos pályafutása a budapesti Pázmány Péter Tudományegyetem Közigazgatástudományi Intézetében kezdődött a „Magyary-iskola” tagjaként. 1938. augusztus 24-én Budapesten, a Józsefvárosban feleségül vette Ránky Rózsát (1914–1975), Ránky Árpád és Reiss Mária lányát.
1940. október 19-étől a Szegedről Kolozsvárra visszaköltözött Ferenc József Tudományegyetem közigazgatási és pénzügyi jogi tanszékén nyilvános rendkívüli tanárként tanított. 1945-től 1980-ig a Szegedi Egyetem államigazgatási és pénzügyi jogi tanszékén tanszékvezető egyetemi tanár volt; két ízben, 1947–1948-ban, valamint 1958 és 1960 között dékán, míg 1952 és 1955 között az egyetem rektorhelyetteseként működött. Az 1960-as évektől több francia egyetem (Clermont-Ferrand, Dijon, Grenoble, Montpellier, Párizs, Poitiers) is meghívta vendégprofesszornak. 1964-től az Institut International des Sciences Administratives tagja volt. Dolgozott az MTA Jogtudományi Bizottságában, tagja volt a Magyar Jogász Szövetségnek (1948–1981).
Számos tankönyv szerzője. Egyetemi oktatói működésének 40., születésének 70. évfordulójára Szegeden 1980-ban emlékkönyvet adtak ki.
1981-ben, Szegeden érte a halál, a szegedi Belvárosi temetőben nyugszik.

## Kutatási területe
Főként az államigazgatás törvényességének kérdéseivel, az államigazgatási eljárási jog elméletének vizsgálatával hazai és nemzetközi vonatkozásban, továbbá kulturális igazgatással foglalkozott.

## Művei
- A közigazgatási bíráskodás és legújabbkori fejlődése (Budapest, 1932)
- A közigazgatás jogszerűsége a mai államban (Budapest, 1939)
- Alkotmányfejlődéstan. I. r. A népvándorlás és a kezdő középkor alkotmányfejlődése (Szeged, 1947)
- Államigazgatási jog (1950–1951)
- Magyar pénzügyi jog (1949–1950)
- Államigazgatási határozatok bírói felülvizsgálata (1960)
- Magyar államigazgatási jog (1978–1980, társszerző)

## Díjai, elismerései
- Erdélyi emlékérem (1940)
- Az oktatásügy kiváló dolgozója (1971)
- Munka Érdemrend arany fokozata (1980)

## Külső hivatkozások
- Romániai magyar irodalmi lexikon: Szépirodalom, közírás, tudományos irodalom, művelődés III. (Kh–M). Főszerk. Dávid Gyula. Bukarest: Kriterion. 1994.  ISBN 973-26-0369-0
- SZTE Egyetemi Könyvtár, évfordulós emlékcsarnok